# Takeshi Itō (Fußballspieler)
Takeshi Itō (japanisch 伊藤健史; * 11. September 1987) ist ein ehemaliger japanischer Fußballspieler.

## Karriere
Itō wechselte zur Saison 2010 zum Viertligisten Blaublitz Akita. In zwei Spielzeiten in Akita kam er zu acht Einsätzen in der Japan Football League. Zur Saison 2012 wechselte er nach Singapur zu Albirex Niigata. Für Albirex kam er zu 24 Einsätzen in der S.League. Nach einer Spielzeit in Singapur verließ er den Verein im Januar 2013. Nach etwas über einem Monat ohne Verein wechselte der Außenverteidiger im Februar 2013 nach Montenegro zum FK Grbalj Radanovići. Für Grbalj absolvierte er zwei Partien in der Prva Crnogorska Liga.
Zur Saison 2013/14 wechselte Itō nach Österreich zum viertklassigen Deutschlandsberger SC. Für Deutschlandsberg kam er in jener Saison zu 26 Einsätzen in der Landesliga. Zur Saison 2014/15 schloss er sich dem Zweitligisten Kapfenberger SV an. In Kapfenberg konnte er sich allerdings nicht durchsetzen, für die Steirer kam er zu insgesamt drei Einsätzen in der zweiten Liga, zudem absolvierte er zehn Partien für die Amateure in der Landesliga. Nach einem halben Jahr bei den „Falken“ wechselte der Japaner im Januar 2015 zum fünftklassigen FC Lankowitz, mit dem er am Ende der Saison 2014/15 in die Landesliga aufstieg. In einem Jahr in Maria Lankowitz kam er zu 24 Einsätzen in den Spielklassen vier und fünf, ehe sich der Verein in der Winterpause der Saison 2015/16 auflöste.
Daraufhin kehrte Itō im Januar 2016 zum nunmehr drittklassigen Deutschlandsberger SC zurück. Für den DSC kam er bis Saisonende zu zehn Einsätzen in der Regionalliga. Nach der Saison 2015/16 beendete er seine Karriere.